# Stade des Francs
Le stade des Francs était le stade principal de football de la ville de Colmar jusqu'en 2000.

## Histoire
Il accueillait les matchs à domicile des Sports réunis Colmar depuis le 24 juin 1928, date d'inauguration de l'enceinte. Ce terrain en friche avait été loué par le club colmarien en 1926. Le stade émergea après plus d'un an de travaux d'aménagements effectués principalement par les membres du club omnisports colmarien.
Le record d'affluence est de 11 990 spectateurs enregistrés en 1948-1949 contre le RC Strasbourg à l'occasion de l'unique saison en Division 1 du SR Colmar.
Le stade prit un temps le nom de « Stade Joseph Lehmann » en mémoire de l'ancien président-mécène du club. Les obsèques de Joseph Lehmann se tinrent sur la pelouse du stade le 17 mai 1949. Durant la Seconde Guerre mondiale et l'annexion à l'Allemagne, le stade fut rebaptisé « Frankenweg Stadion ».
Durant les années 2000, un nouveau stade fut construit dans le nord-est de la ville : le Colmar Stadium. C'est désormais le stade principal de la ville de Colmar et accueille les matches des équipes des SR Colmar ainsi que de nombreux matches de gala organisés par celui-ci.